# Дорно (Мозел)
Дорно (фр. Dornot) насеље је и општина у североисточној Француској у региону Лорена, у департману Мозел која припада префектури Мец Кампањ.
По подацима из 2011. године у општини је живело 196 становника, а густина насељености је износила 173,45 становника/km². Општина се простире на површини од 1,13 km². Налази се на средњој надморској висини од 334 метара (максималној 336 m, а минималној 168 m).

## Демографија
| 1962. | 1968. | 1975. | 1982. | 1990. | 1999. | 2011. |
| ----- | ----- | ----- | ----- | ----- | ----- | ----- |
| 181   | 195   | 200   | 179   | 181   | 186   | 196   |

График промене броја становника у току последњих година